# Империя Маурьев
Империя Мау́рьев — обширное государство в древней Индии, периода железного века (322—187 годы до н. э.), было основано Чандрагуптой Маурья, со столицей в Паталипутре (современная Патна). Империя была крупнейшим политическим образованием, существовавшим на индийском полуострове и занимала площадь более 5 миллионов квадратных километров в период наивысшего могущества при Ашоке.
Приблизительно около 322 года до н. э. Чандрагупта Маурья собрал армию с помощью Чанакьи (также известного как Каутильи) и сверг империю Нанда. Чандрагупта быстро расширил свою власть на запад, через центральную и западную Индию, покорив сатрапов, оставленных Александром Великим, и к 317 году до н. э. империя полностью оккупировала северо-западную часть Индии. Чандрагупта Маурья затем победил Селевка I (основателя Империи Селевкидов), получив таким образом территорию к западу от реки Инд.
Империя располагалась вдоль естественной границы Гималаев, на востоке до Ассама, на западе до Белуджистана (юго-запад Пакистана и юго-восток Ирана) и до Гиндукуша (восточного Афганистана). Государство распространилось в южные районы Индии во время правления Чандрагупты и Биндусары, кроме Калинга (современный Одиша), пока она не была завоевана Ашокой. Через 50 лет после правления Ашоки государство потеряло значительные территории и распалось, связано это с приходом к власти династии Шунга в Магадхе.
При Чандрагупте Маурье и его преемниках внутренняя и внешняя торговля, сельское хозяйство и экономическая деятельность процветали и расширялись по всей Южной Азии, благодаря созданию единой и эффективной системы финансов, администрации и безопасности. Династия Маурья построила Великую магистральную дорогу, одну из старейших и самых длинных торговых сетей в Азии, соединяющую индийский субконтинент с Центральной Азией. После Калинской войны империя пережила почти полвека централизованного правления при Ашоке. Принятие Чандрагуптой Маурией джайнизма усилило социально-религиозные реформы в Южной Азии, в то время как принятие Ашокой буддизма позволило распространиться этой религии в Шри-Ланке, северо-западной Индии, Центральной Азии, Юго-Восточной Азии, Египте и эллинистической Европе.

## История

### Чандрагупта Маурья и Чанакья
Империя Маурья была основана Чандрагуптой Маурья при содействии Чанакьи в Такшасиле (известный учебный центр). Согласно нескольким легендам, Чанакья отправился в государство Магадха (государство с сильной армией) с целью начать борьбу против Александра Великого, но правитель Дхана Нанда оскорбил и унизил его. Чанакья поклялся отомстить и уничтожить династию Нанды. Тем временем войска Александра Македонского не стали пересекать реку Беас и продвигаться дальше на восток, не желая вести борьбу с Магадхой. Александр вернулся в Вавилон и перебросил большую часть армии к западу от реки Инд. Вскоре после того, как Александр умер в Вавилоне в 323 году до н. э., его империя разделилась на независимые государства во главе с диадохами.
Греческие генералы Эвдам и Пейтон правили в долине Инда примерно до 317 года до н. э., когда Чандрагупта Маурья (с помощью Чанакья, который теперь был его советником) организовал восстание, чтобы изгнать греческих правителей, и захватил долину Инда с центром в Магадхе. Законность прихода к власти Чандрагупты Маурьи окутана тайнами и противоречиями. С одной стороны, ряд древних индийских описаний, таких как драма «Мудраракшаса» (Перстень-печатка Ракшаса: Ракшаса был премьер-министром Магадхи) Вишакхадатты, описывают его королевскую родословную и даже связывают его с семьёй Нанда. Клан кшатриев, известный как Маурья, упоминается в самых ранних буддийских текстах, «Махапариниббана-сутта». Тем не менее, любые выводы трудно сделать без дальнейших исторических доказательств. Чандрагупта впервые появляется в греческих отчетах как «Сандрокоттос».

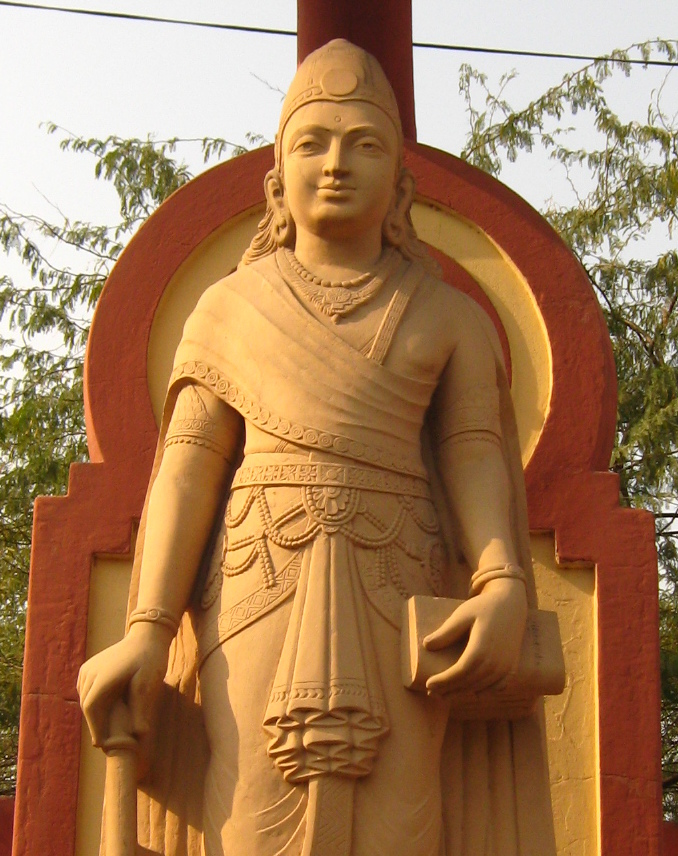
Чандрагупта Маурья

### Завоевание Магадхи
Чандрагупта Маурья вместе с Чанакья решили занять трон Магадхи. Используя свою разведывательную сеть, Чандрагупта собрал много молодых людей со всей Магадхи и других провинций, которые были недовольны правлением правителя Дхана Нанды, а также ресурсов, необходимых его армии для ведения затяжной войны. В число этих людей входили бывший генерал Таксила, опытные ученики Чанакьи, представитель правителя Парватаки, его сын Малаякету и правители малых штатов. Македоняне (в индийских источниках называемые Йона или Явана), возможно, вместе с другими группами участвовали в вооруженном восстании Чандрагупта Маурья против династии Нанда. «Мудраракшаса» Вишакхадутты, а также джайнская работа Парисиштапарван говорят о союзе Чандрагупты с гималайским царем Парватакой, часто отождествляемым с Порусом, хотя это отождествление не принято всеми историками. Этот гималайский альянс дал Чандрагупте мощную армию, состоящую из яван (греков), камбоджаса, шакасов (скифов), киратов (гималаев), парасиков (персов) и бахликасов (бактрийцев), которые взяли Паталипутру (также называемую «Кусумапура», что в переводе «город цветов»).
Готовясь к вторжению в Паталипутру, Чандрагупта придумал новую стратегию. Было объявлено о сражении, и магадханская армия была выведена из города на отдаленное поле битвы, чтобы вступить в бой с силами Маурьи. Генерал Маурья и шпионы тем временем подкупили коррумпированного генерала Нанды. Ему также удалось создать атмосферу гражданской войны в королевстве, кульминацией которой стала смерть наследника престола. Чанакья сумел убедить народ пойти против Нанд. В конечном итоге Нанда подал в отставку, передав власть Чандрагупте и отправился в изгнание, и о нем больше никогда никто не слышал. Чанакья связался с премьер-министром Ракшасом и дал ему понять, что его преданность принадлежит Магадхе, а не династии Нанда, настаивая на том, чтобы он продолжал исполнять свои обязанности. Чанакья также повторил, что его сопротивление начнёт войну, которая окажет сильное воздействие на Магадху и разрушит город. Ракшаса принял предложение Чанакьи, и Чандрагупта Маурья был законно назначен новым правителем Магадхи. Ракшаса стал главным советником Чандрагупты, а Чанакья занял пост старшего государственного деятеля.

### Чандрагупта Маурья
В 305 году до н. э. Чандрагупта провел серию кампаний по захвату сатрапий, оставленных Александром Великим, когда он вернулся на запад, в это время этой территорией руководил Селевк I, который не смог одержать победу над Чандрагуптой. Два правителя заключили мирный договор в 303 году до н. э., включая брачный союз. Чандрагупта захватил сатрапии Паропамисаде (Камбоджа и Гандхара), Арахосии (Кандхахар) и Гедросии (Белуджистан), а Селевк I получил 500 военных слонов, которые сыграли решающую роль в его победе над западными эллинистическими царями в битве при Ипсе в 301 году до н. э. Дипломатические отношения были установлены и несколько греков, таких как историк Мегасфен, Деймакос и Дионисий, проживали в столице Маурьев. В частности, Мегасфен был известным греческим послом при Чандрагупты Маурья. По словам Арриана, посол Мегасфен (около 350—290 гг. до н. э.) жил в Арахосии и отправился в Паталипутру.
Чандрагупта создал сильное централизованное государство со столицей в Паталипутре, которая, согласно Мегасфену, была «окружена деревянной стеной, пронизанной 64 воротами и 570 башнями». Архитектура города, имела много общего с персидскими городами того времени.
В конце своего правления Чандрагупта отказался от своего трона и последовал за джайнским учителем Бхадрабаху. Говорят, что он жил аскетом в Шраванабелаголе в течение нескольких лет до смерти, согласно джайнской практике саллеханы.

### Биндусара
Биндусара сын Чандрагупты, основателя империи Маурьев. По словам паришта-парвана джайнского писателя Хемачандры, жившего в XII веке, мать Биндусары звали Дурдхара. Некоторые греческие источники также упоминают его по имени «Амитрохаты».
Историк Упиндер Сингх считает, что Биндусара взошел на престол около 297 года до н. э. Биндусара, которому всего 22 года, унаследовал большую империю, которая состояла из нынешней Северной, Центральной и Восточной частей Индии, а также из Афганистана и Белуджистана. Биндусара распространил эту империю на южную часть Индии до того, что сейчас известно как Карнатака. Он привел шестнадцать штатов под империю Маурьев и таким образом завоевал почти весь Индийский полуостров (он, как говорят, завоевал «землю между двумя морями» — полуостровную область между Бенгальским заливом и Аравийским морем). Биндусара не покорил дружественные тамильские королевства Чолас, которыми правили король Иламчетценни, Пандьи и Черас. Помимо этих южных штатов, Калинга (современный Одиша) была единственным королевством в Индии, которое не входило в состав империи Биндусары. Оно было позже завоевано его сыном Ашокой.
Жизнь Биндусары не была документирована так же, как жизнь его отца Чандрагупты или его сына Ашоки. Чанакья продолжал служить премьер-министром во время его правления. Согласно средневековому тибетскому ученому Таранате, посетившему Индию, Чанакья помог Биндусаре «уничтожить дворян и королей шестнадцати королевств и, таким образом, стать абсолютным хозяином территории между восточным и западным океанами». Во время его правления граждане Таксила восстали дважды. Причиной первого восстания стало плохое управление Сусимы, его старшего сына. Причина второго восстания неизвестна, но Биндусара не смог подавить его при жизни. Оно было сокрушено Ашокой после смерти Биндусары. Биндусара поддерживал дружеские дипломатические отношения с греческим миром. Деймах был послом императора Селевкидов Антиоха I при дворе Биндусары. Диодор утверждает, что царь Палиботры (Паталипутра) приветствовал греческого писателя Ямбулуса.
В отличие от своего отца Чандрагупты (который принял джайнизм), Биндусара верил в секту адживика. Гуру Биндусары Пингалаватса (Джанасана) был брамином из секты адживики. Жена Биндусары, королева Субхадранги (королева Аггамахеси), была брамином также из секты адживика из Чампа (нынешний район Бхагалпур). Исторические данные свидетельствуют о том, что Биндусара умер в 270-х годах до нашей эры.

### Ашока

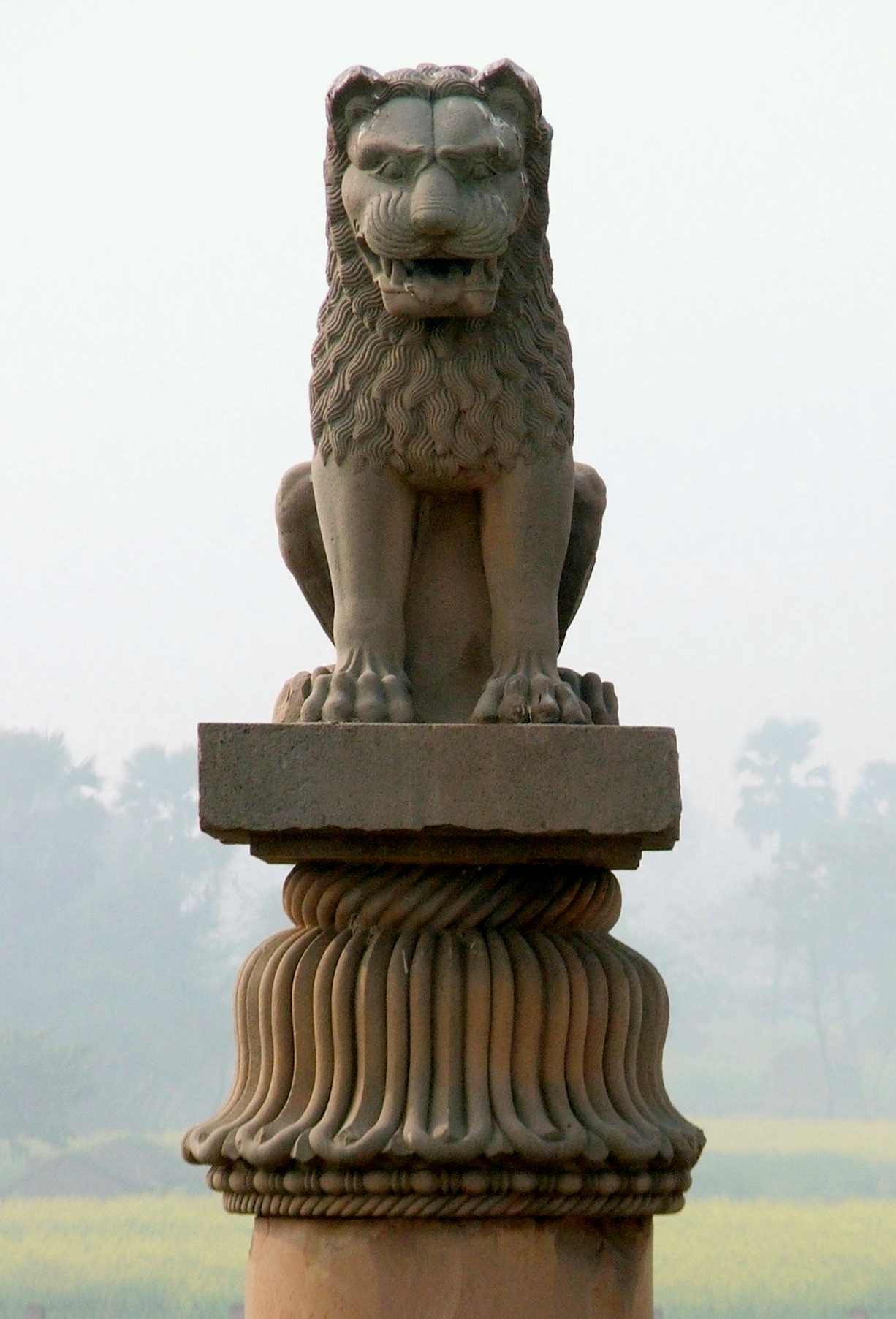
Столб Ашока в Вайшали, Бихар, Индия

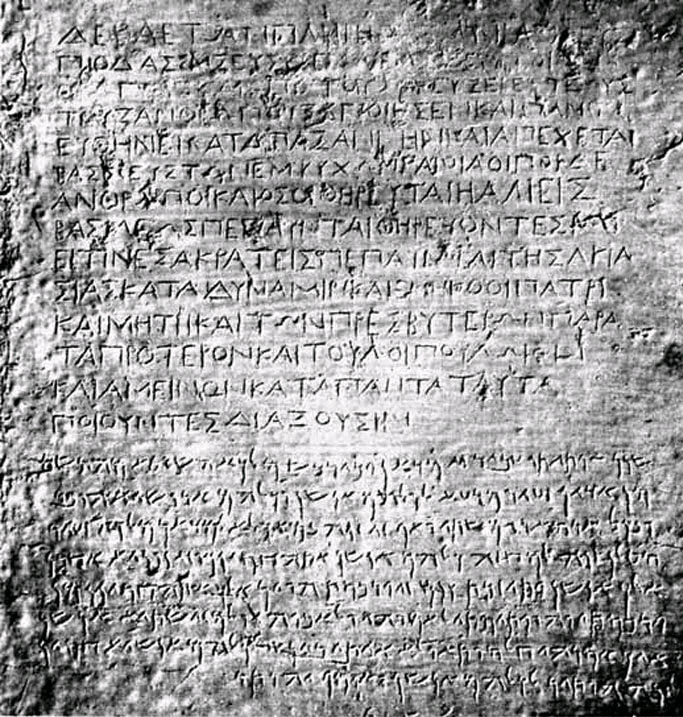
Эдикт царя Ашоки с греческим (вверху) и арамейским (внизу) текстами (Место находки — Кандагар, Кабульский музей)

Будучи молодым принцем, Ашока (ок. 272—232 до н. э.) был блестящим полководцем, разгромившим восстания в Удджайне и Такшасиле. Будучи монархом, он был амбициозным и агрессивным, вновь заявляя о превосходстве империи в южной и западной Индии. Но именно его завоевание Калинги (262—261 гг. до н. э.) оказалось ключевым событием его жизни. Ашока использовал Калингу, чтобы захватить власть над большим регионом, построив там оборонительное сооружение. Армии Ашоки удалось подавить силы Калинги, состоящие из королевских солдат и гражданских подразделений, в результате этой войны было убито около 100 000 солдат и мирных жителей, в том числе более 10 000 солдат Ашоки. Сотни тысяч людей пострадали от разрушений и последствий войны. После этих событий, Ашока начал испытывать угрызения совести. Хотя аннексия Калинги была завершена, Ашока принял учение буддизма и отказался от войны и насилия. Он отправил миссионеров путешествовать по Азии и распространять буддизм в других странах.
Ашока применил принципы ахимсы, запретив охоту и занятия спортом с применением насилия и прекратил принудительный труд (многие тысячи людей в разрушенной войной Калинге были вынуждены работать в каторжных работах). Ашока расширял дружеские отношения со странами Азии и Европы и спонсировал буддийские миссии. Он предпринял масштабную кампанию по строительству общественных работ по всей стране. За 40 лет мира, гармонии и процветания Ашока стал одним из самых успешных и знаменитых монархов в истории Индии. Он остается идеализированной фигурой вдохновения в современной Индии.
Эдикты Ашоки, высеченные в камне, встречаются по всему субконтиненту. В указах Ашоки говорится о его политике и достижениях. Хотя в основном они написаны на пракрите, два из них были написаны на греческом, а один на греческом и арамейском. В указах Ашоки греки, камбоджасы и гандхары упоминаются как народы, формирующие пограничный регион его империи. Они также свидетельствуют о том, что Ашока послал посланников к греческим правителям на Западе до Средиземного моря. Эдикты точно называют каждого из правителей эллинского мира того времени, таких как Амтийоко (Антиох), Туламая (Птолемей), Амтикини (Антигон), Мака (Магас) и Аликасударо (Александр), к которым прибыли буддийские миссионеры.

## Организация империи
Империя была разделена на четыре провинции с имперской столицей в Паталипутре. Из эдиктов Ашоки известны названия четырех провинциальных столиц: Тосали (на востоке), Уджайн (на западе), Суварнагири (на юге) и Таксила (на севере). Главой провинциальной администрации был Кумара (королевский принц), который управлял провинциями в качестве представителя короля. Кумаре помогали махаматйи и совет министров. Эта организационная структура была отражена на имперском уровне с Императором и его Мантрипаришадом (Советом Министров). Историки предполагают, что организация Империи соответствовала обширной бюрократии, описанной Каутилью в «Арташастре»: изощренная государственная служба регулировала все — от муниципальной гигиены до международной торговли. Расширение и защита империи стали возможными благодаря тому, что в империи была одна из крупнейших армий в мире. Согласно Мегасфену, в состав империи входили 600 000 пехотинцев, 30 000 кавалеристов, 8 000 колесниц и 9 000 военных слонов, кроме последователей и сопровождающих. Обширная шпионская система собирала сведения как для внутренней, так и для внешней безопасности. Отказавшись от наступательных войн и экспансионизма, Ашока, тем не менее, продолжал поддерживать эту большую армию, чтобы защитить Империю и сохранить стабильность и мир во всей Западной и Южной Азии.

## Экономика
Впервые в Южной Азии политическое единство и военная безопасность позволили создать единую экономическую систему и расширить торговлю и коммерцию с ростом производительности сельского хозяйства. Предыдущая ситуация с сотнями королевств, множеством маленьких армий, могущественными региональными вождями и междоусобными войнами сменилась дисциплинированной центральной властью. Фермеры были освобождены от налогов и бремени по сбору урожая с региональных королей, вместо этого была введена строгая единая национальная система налогообложения, но справедливая в соответствии с принципами Арташастры. Чандрагупта Маурья создал единую валюту по всей Индии, а сеть региональных губернаторов и администраторов, а также государственная служба обеспечивали справедливость и безопасность для торговцев и фермеров. Армия Маурьев уничтожила множество бандитов, региональных частных армий и влиятельных вождей, которые стремились навязать свое превосходство на небольших территориях. Несмотря на ограниченность в сборе доходов, Маурья также спонсировал многие общественные работы и водные пути для повышения производительности, в то время как внутренняя торговля в Индии значительно расширилась благодаря вновь обретенному политическому единству и внутреннему миру.
В соответствии с индо-греческим договором о дружбе и во времена правления Ашоки международная сеть торговли расширилась. Перевал Хайбер на современной границе Пакистана и Афганистана стал стратегически важным портом торговли и общения с внешним миром. Греческие государства и греческие королевства в Западной Азии стали важными торговыми партнерами Индии. Торговля также распространялась через Малайский полуостров в Юго-Восточную Азию. Индийский экспорт включал шелковые товары и текстиль, специи и экзотические продукты. Внешний мир столкнулся с новыми научными знаниями и технологиями с расширением торговли с империей Маурьев. Ашока также спонсировал строительство тысяч дорог, водных путей, каналов, больниц, домов отдыха и других общественных работ. Ослабление многих чрезмерно строгих административных практик, в том числе связанных с налогообложением и сбором урожая, помогло повысить производительность и экономическую активность во всей Империи.

## Религия

### Джайнизм
Чандрагупта Маурья принял джайнизм после ухода в отставку, когда он отказался от своего трона и материальных ценностей, чтобы присоединиться к блуждающей группе джайнских монахов. Чандрагупта был учеником джайнского монаха Ачарьи Бхадрабаху. Говорят, что в последние дни он соблюдал строгий, но самоочищающийся джайнский ритуал сантхары (быстро до смерти) в Шравана-Белгола в штате Карнатака. Сампрати, внук Ашоки, также покровительствовал джайнизму. Сампрати находился под влиянием учений джайнских монахов, таких как Сухастин, и, как говорят, он построил 125 000 деразаров по всей Индии. Некоторые из них до сих пор встречаются в городах Ахмедабад, Вирамгам, Удджайн и Палитана. Сампрати послал посланников и проповедников в Грецию, Персию и на Ближний Восток для распространения джайнизма. , но до настоящего времени не было проведено никаких исследований в этой области. Таким образом, джайнизм стал жизненной силой в соответствии с правилом Маурьев. Чандрагупте и Сампрати приписывают распространение джайнизма в Южной Индии. Говорят, что сотни тысяч храмов и ступ были построены во время их правления.

### Буддизм
Магадха, центр империи, был также местом рождения буддизма. Сначала Ашока практиковал индуизм, но позже принял буддизм; После Калинской войны он отказался от экспансионизма и агрессии, а также от более жестких предписаний Арташастры о применении силы, интенсивной полиции и безжалостных мерах по сбору налогов и против повстанцев. Ашока отправил миссию во главе с его сыном Махиндой и дочерью Сангхамиттой в Шри-Ланку, чей король Тисса был настолько очарован буддийскими идеалами, что сам принял их и сделал буддизм государственной религией. Ашока отправил много буддийских миссий в Западную Азию, Грецию и Юго-Восточную Азию и поручил строительство монастырей и школ, а также публикацию буддийской литературы по всей империи. Считается, что он построил целых 84 000 ступ в Индии, таких как храм Санчи и Махабодхи, и он увеличил популярность буддизма в Афганистане, Таиланде и Северной Азии, включая Сибирь. Ашока помог созвать Третий буддийский совет индийских и южноазиатских буддийских орденов возле своей столицы, который провел большую работу по реформированию и расширению буддийской религии. Индийские купцы приняли буддизм и сыграли большую роль в распространении религии по всей империи Маурьев.

## Архитектура
Величайшим памятником этого периода, созданный во времена правления Чандрагупты Маурьи, был старый дворец на месте Кумхрара. Во время раскопок на месте Кумхрара были обнаружены остатки дворца. Считается, что дворец представлял собой совокупность зданий, самым важным из которых был огромный колонный зал, поддерживаемый высоким слоем древесины. Столбы были установлены в правильные ряды, таким образом, разделив зал на несколько небольших квадратных отсеков. Количество колонн 80, каждая около 7 метров. Согласно свидетельству очевидца Мегастена, дворец был построен в основном из дерева и считался превосходнее и великолепнее дворцов в Сузах и Экбатаны, его позолоченные колонны украшены золотыми лозами и серебряными птицами. Здания стояли в обширном парке, усеянном рыбными прудами и обставленном большим разнообразием декоративных деревьев и кустарников. В период правления Ашоки некоторые колонны были заменены на каменные.
В период Ашока каменная кладка имела очень разнообразный вид и состояла из высоких отдельно стоящих колонн, перил ступ, львиных тронов и других колоссальных фигур. Использование камня достигло такого совершенства за это время, что даже маленьким фрагментам каменного искусства был придан блестящий блеск, напоминающий тонкую эмаль. Этот период положил начало буддийской школе архитектуры. Ашока отвечал за строительство нескольких ступ, которые были большими куполами и носили символы Будды. Наиболее важные из них расположены в Санчи, Бхархуте, Амаравати, Бодхгайе и Нагарджунаконде. Наиболее распространенными примерами архитектуры Маурьев являются колонны Ашоки и резные эшокты Ашоки, часто изящно украшенные, с более чем 40 разбросанными по всему Индийскому субконтиненту. Павлин был династическим символом Маурьев, как изображено столпами Ашоки в Нандангархе и Ступе Санчи.

## Примечание
1. ↑  Hermann Kulke; Dietmar Rothermund. A History of India. — 4th ed. — London: Routledge, 2004.
2. ↑  Петр Турчин; Джонатан М. Адамс; Томас Д. Холл, (декабрь 2006 года). «Восточно-западная ориентация исторических империй». Журнал исследований мировых систем.
3. ↑  Джон Ки, (2000 год). Индия: история. Grove Press.
4. ↑  Р. К. Мукерджи (1966 год). Чандрагупта Маурья и его времена. Мотилал Банарсадасс.
5. ↑  Селевк я уступил территории Арахосии (современный Кандагар), Гедросите (современный Белуджистан) и Паропамисады (или Гандхар). Ария (современная Герат) «была ошибочно включена в список уступленных […] данных учений […] на основании неверных оценок […] и заявлений Плиния». (Raychaudhuri & Mukherjee 1996, p. 594).
6. ↑  Отчет о том, что эта самая западная территория империи простиралась от юго-восточного Гиндукуша через район Кандагара до побережья Белуджистана и югу от этого (Raychaudhuri & Mukherjee 1996, p. 594).
7. ↑  Шри-Ланка и самые южные районы Индии (современные Тамил-Наду и Керала) оставались независимыми, несмотря на дипломатическое и культурное влияние их более значительных соседей на севере (Шварцберг, 1992, с. 18; Kulke & Rothermund 2004, с. 68).
8. ↑  Нанда, но впоследствии она была свободна, пока не была вновь побеждена Ашокой, c. 260 г. до н. э. (Raychaudhuri & Mukherjee, стр. 204—209, стр. 270—271)
9. ↑  Ширин Бхандари, (5 января 2016 года). «Ужин на Большой магистральной дороге». Дороги и королевства.
10. ↑  Герман Кульке, 2004 год, стр. 67